# Hinrich Nitsche

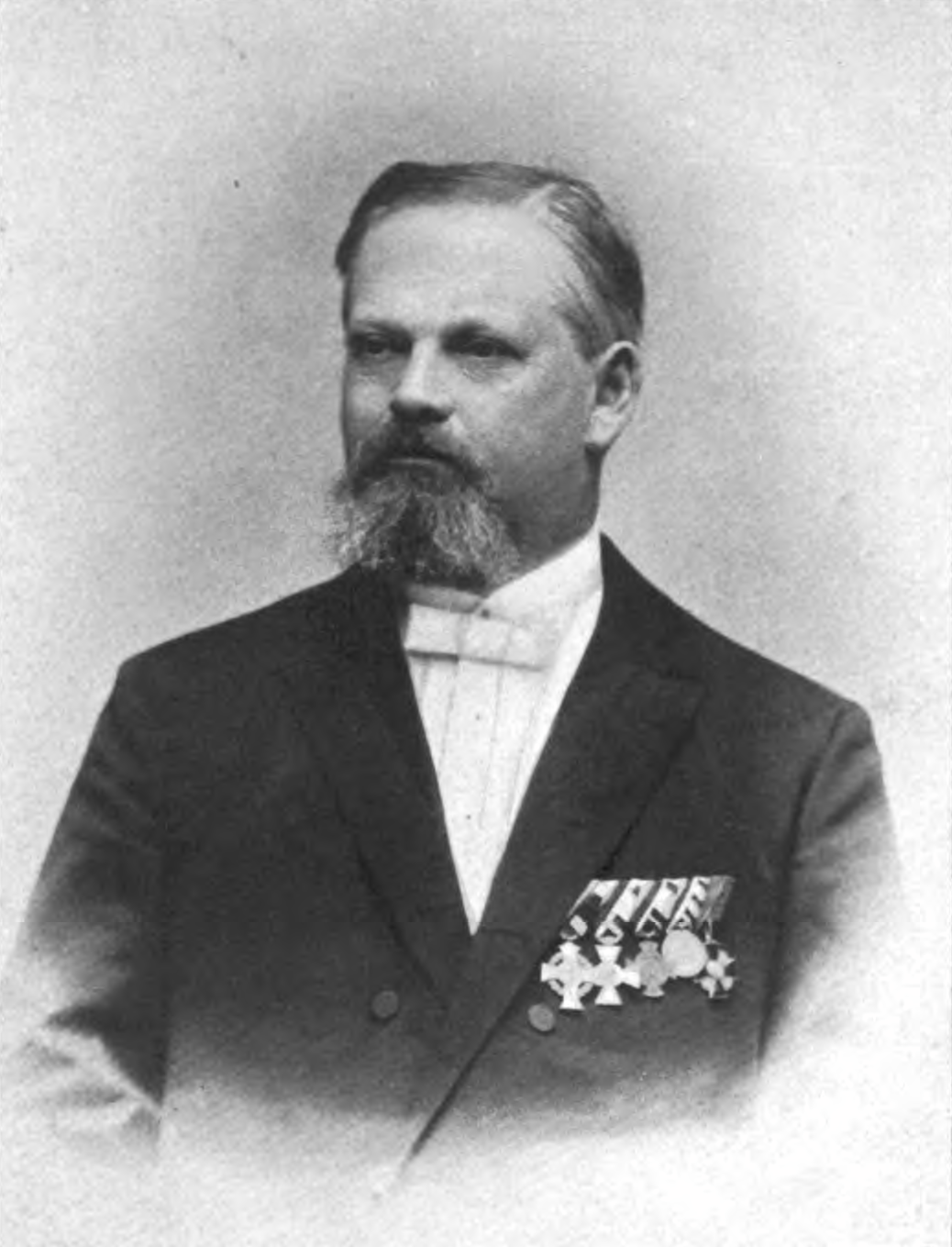
Hinrich Nitsche

Hinrich Nitsche (* 14. Februar 1845 in Breslau; † 8. November 1902 in Tharandt) war ein deutscher Professor der Zoologie, Sachbuchautor und Geheimer Hofrat.

## Biografie
Hinrich Nitsche kam als einziger Sohn des königlichen Justizkommissars Joseph Nitsche in Breslau zur Welt. Die Mutter Meta Beatrix starb kurz nach der Geburt und 1848 auch der Vater. So wuchs er bei seinem Großvater, Oberkonsistorialrat Hinrich Middeldorpf (1788–1861), Professor an der Universität Breslau, auf. Nach dem Besuch des Gymnasiums begann er Ostern 1863 ein Jurastudium an der Universität Breslau, wechselte jedoch im folgenden Semester zu den Naturwissenschaften. Das Ziel, Förster zu werden, musste er mangels Militärtauglichkeit aufgeben, was Mitte des 19. Jahrhunderts eine Voraussetzung für diese Laufbahn war. Im Jahre 1864 studierte er an der Universität Heidelberg und 1865 an der Universität Berlin.
Während des Deutschen Krieges von 1866 erwarb Nitsche sich durch aufopfernde Tätigkeit im Lazarett große Verdienste. Nach Kriegsende wandte er sich wieder der Wissenschaft zu und promovierte 1868 in Berlin zum Doktor der Philosophie.
Für seine Karriere war hilfreich, dass ihn Rudolf Leuckart an der Universität Leipzig 1869 als seinen ersten Assistenten anstellte. Auch im Deutsch-Französischen Krieg 1870–1871 war er als freiwilliger Krankenpfleger überwiegend in Lazarettzügen tätig. Trotz dieser Unterbrechung habilitierte er 1871 in Leipzig.
Als Dekan unterstützte Leuckart die Ernennung seines wissenschaftlichen Assistenten zum außerordentlichen Professor am Ende des Sommersemesters 1874. Die Beförderung erlaubte Nitsche, Marie Peschel, Tochter des Leipziger Geografie-Professors Oscar Peschel, im Sommer 1875 zu heiraten. Im selben Jahr veröffentlichte er Gedanken zu Fortpflanzung und Befruchtung. Der Ehe entstammen zwei Töchter, Marie und Helene; letztere wurde nur 19 Jahre alt.
Als die königliche Forstakademie in Tharandt den Biologieunterricht für Pflanzen und Tiere auffächern wollte, fiel die Wahl auf Nitsche: Mit Wirkung 1. Oktober 1876 wurde er erster ordentlicher Professor der Zoologie. Ab 1878 hielt er jeweils im November Lehrkurse über Forellen- und Karpfenzucht ab; zudem gehörte er – bis zu seinem Tod infolge eines Schlaganfalls – dem Beirat der biologischen Abteilung des kaiserlichen Gesundheitsamtes an.

## Wissenschaftliche Arbeit
Mit seinen Schriften für Promotion und Habilitation über Moostierchen des Süßwassers begründete er die Einteilung dieser Tiergruppe.
Als Nitsche nach Tharandt umgezogen war, kamen die ersten drei Exemplare „Zoologische Wandtafeln“ in den Buchhandel. Jede Tafel, gedacht „für den Anschauungsunterricht“, begleitete ein loses Blatt mit erklärenden Texten. Bis zum Jahr 1880 erschienen insgesamt 12 Wandtafeln, deren Grafiken ausschließlich von Hinrich Nitsche stammten. Er signierte jede Tafel in der rechten unteren Ecke mit seinen Initialen „HN“. Weitere Autoren wurden gewonnen; mit ihnen im Wechsel produzierte Nitsche die chronologisch nummerierten Tafeln 16, 17 sowie 21, 22.
| Wandtafel                       | Gattung, Art                       | Bilder | Ausgabe   |
| ------------------------------- | ---------------------------------- | ------ | --------- |
| Anthozoa: Octatinaria           | Corallium rubrum                   | 6      | 1 / 1877  |
| Rhizopoda: Thalamophora         | Arcella, Difflugia, Euglypha etc.  | 9      | 2 / 1877  |
| Crustacea:Arthrostraca, Isopoda | Asellus aquaticus, Porcellio       | 6      | 3 / 1877  |
| Crustacea: Amphipoda            | Gammarus, Phronima, Caprella       | 6      | 4 / 1878  |
| Crinoidea: Brachiata            | Rhizocrinus lofotensis             | 5      | 5 / 1878  |
| Insecta: Coleoptera             | Doryphora decemlineata             | 9      | 6 / 1878  |
| Gastropoda: Opisthobranchiata   | Pontolimax, Aeolis etc.            | 12     | 7 / 1878  |
| Crinoidea: Brachiata            | Antedon rosacea                    | 8      | 8 / 1878  |
| Insecta: Neuroptera             | Megaloptera, Chrysopa etc.         | 12     | 9 / 1878  |
| Pisces: Dipnoi                  | Ceratodus, Protopterus             | 7      | 10 / 1879 |
| Insecta: Orthoptera II.         | Oedipoda stridula etc.             | 12     | 11 / 1879 |
| Lamellibranchiata: Asiphonia    | Unio                               | 9      | 12 / 1880 |
| Hydromedusae: Hydroidea         | Hydra, Cordilophora etc.           | 12     | 16 / 1882 |
| Insecta: Rhynchota              | Phylloxera vastatrix               | 5      | 17 / 1882 |
| Insecta: Lepidoptera            | Aporia crataegi etc.               | 19     | 21 / 1884 |
| Insecta: Orthoptera             | Perlariae, Ephemeridae, Libellidae | 11     | 22 / 1884 |

Zur 70. Feier von Leuckarts Geburtstag wurden 1892 die Tafelerklärungen (als erste Serie) in einem Buch zusammengefasst. Erst danach ordnete Leuckart die ursprünglich chronologisch nummerierten Tafeln nach der zoologischen Systematik.
Weitere Arbeiten, vor allem auf dem Gebiete der Forst- und Jagdzoologie, waren u. a. die Tabelle zur Altersbestimmung des Reh-, Rot- und Damwildes nach der Entwicklung des Gebisses, Studien zur Entstehung eines Perückengehörns beim Rehbock. Wegen des frühzeitigen Todes blieb eine Arbeit über das Brutgebiet des Kranichs unvollendet. Speziell für die Ausbildung an der Forstakademie fertigte Nitsche eine Wandtafel über die Zucht von Forellen.
Im In- und Ausland hielt Nitsche Vorträge auf Zoologenversammlungen und Ausstellungen (Sankt Petersburg 1889, Cambridge 1898, Sarajewo 1899, Berlin 1901 und Wien 1902), Studienreisen führten ihn nach Italien, Tirol, Ungarn, Norwegen und Helgoland. Die dabei gewonnenen Erkenntnisse und praktischen Erfahrungen fanden Eingang in die von ihm verfasste Fachliteratur.

## Ehrungen und Mitgliedschaften
- 1877 Mitglied der Leopoldina
- 1894 Ritter 1. Klasse des sächsischen Albrechts-Ordens
- Roter Adlerorden 4. Klasse
- russischer St.-Annen-Orden

## Schriften (Auswahl)
Aufsätze
- Untersuchungen über den Bau der Taenien. In: Zeitschrift für wissenschaftliche Zoologie, Bd. 22 (1872).
- Die Zukunft unserer Fischwässer. Vortrag. In: Mitteilungen der Oekonomischen Gesellschaft im Königreiche Sachsen, Bd. 6 (1880/81), S. 1–15.
- Bemerkungen über zwei aus Spitzbergen stammende Rentierschädel. In: Jahreshefte des Vereins für vaterländische Naturkunde in Württemberg, Bd. 49 (1893), Heft 19, ISSN 0368-4717

Monographien
- Beiträge zur Anatomie und Entwicklungsgeschichte der phylactolaemen Süsswasserbryozoen insbesondere von Alcyonella fungosa Pall. sp. BiblioBazaar, Charleston, S.C. 2009, ISBN 1-117-30582-1 (Nachdr. d. Ausg. Gebr. Unger, Berlin 1868; zugl. Dissertation, Friedrich-Wilhelms-Universität zu Berlin; vom 15. August 1868).
- Beiträge zur Kenntnis der Bryozoen. Wilhelm Engelmann, Leipzig 1869–1871 (4 Bde.)
- Beiträge zur Kenntniss der Bryozoen. Neue Folge. Wilhelm Engelmann, Leipzig 1871 (zugl. Habilitations-Schrift, Universität Leipzig 1871; Sonderdruck aus: Zeitschrift für wissenschaftliche Zoologie, Bd. 21 (1871)).
- zusammen mit Heinrich Dohrn und S. Friedländer: Amtliche Berichte über die Internationale Fischerei-Ausstellung zu Berlin 1880, Bd. 4: Fischereiproducte und Wasserthiere. Nabu-Press, Charleston, S.C. 2011, ISBN 978-1-246-61950-8 (Nachdr. d. Ausg. Berlin 1881).
- Bericht über den Stand der künstlichen Fischzucht im Königreich Sachsen bis zum Jahre 1882. Päler, Dresden 1883.
- Der Flussaal und seine wirthschaftliche Bedeutung. Vortrag, gehalten vor der oekonomischen Gesellschaft im Königreich Sachsen, Dresden, am 5. Februar 1886. Schönfeld´s Verlagsbuchhandlung, Dresden 1886.
- Die Nonne (Liparis monacha L.). Ihr Leben, ihr Schaden und ihre Bekämpfung nach fremden und eigenen Beobachtungen dargestellt. Hölzel, Wien 1892.
- zusammen mit Johann Friedrich Judeich und Julius Theodor Christian Ratzeburg: Lehrbuch der mitteleuropäischen Forstinsektenkunde. Nabu Press, Charleston, S.C. 2010, ISBN 1-143-23503-7 (2 Bde., Nachdr. d. Ausg. 8. Aufl. Wien 1895).

1. Ratzeburg's Leben, Einleitung, Allgemeiner Theil, Specieller Theil 1: Gerad- und Netzflügler, Käfer und Hautflügler.
2. Specieller Theil 2: Schmetterlinge, Zweiflügler, Schnabelkerfe, Nachträge, Die Feinde der einzelnen Holzarten.

- andere Ausgabe zusammen mit Karl Escherich und Johann Friedrich Judeich: Die Forstinsekten Mitteleuropas. Ein Lehr- und Handbuch. Verlag Paul Parey, Berlin 1914.

- Die Süßwasserfische Deutschlands. Ihre Kennzeichen, Fortpflanzung, Verbreitung und wirtschaftliche Bedeutung. 8. Aufl. Verlag Reichel, Berlin 1932 (im Auftrag des Deutschen Fischerei-Vereins; EA Berlin 1897).
- Studien über Hirsche. Gattung Cervus im weitesten Sinne, Bd. 1: Untersuchungen über mehrstangige Geweihe und die Morphologie der Hufthierhörner im allgemeinen. Verlag W. Engelmann, Leipzig 1898 (mehr nicht erschienen).